# 増本庄一郎
増本 庄一郎（ますもと しょういちろう、1969年7月10日 - ）は、日本の俳優・脚本家・監督。大阪府出身。

## 略歴
1990年3月、東海大学在学中に石原健次・高野信宏と共にお笑いトリオグループ「インパクト」を結成する。吉本興業バッタモンクラブ、銀座7丁目劇場、渋谷公園通り劇場などで活躍する。インパクトは1999年6月30日に解散し、以後は俳優、脚本家、監督として活躍。
北村龍平監督作品に『Versus』『荒神』『LoveDeath』等に出演。各作品のDVDコメンタリーにも参加している。
吉本興業（1990年～2005年）、ユマニテ（2006年〜2016）を経て、2018年からLDH JAPANに所属。

## 出演

### 映画
- VERSUS -ヴァーサス-（北村龍平監督、2001年）
- 地獄甲子園（山口雄大監督、2002年）
- あずみ（北村龍平監督、2003年）
- 漫☆画太郎SHOW ババアゾーン（他）（山口雄大監督、2003年）
- 怪奇穴人間（山口雄大監督、2003年）
- HAPPY BIRTHDAY(NETCINEMA.TV)（及川拓郎監督、2005年）
- 輪廻（清水崇監督、2005年）
- 魁!! クロマティ高校 THE★MOVIE（山口雄大監督、2005年）
- あずみ2 Death or Love（金子修介監督、2005年）
- カチコミ（鈴木浩介監督、2006年）
- まいっちんぐマチコ!ビギンズ（鈴木浩介監督、2006年）
- 夢十夜十夜回（山口雄大監督、2006年）
- MEATBALL MACHINE（山口雄大監督、2006年）
- LOVE MY LIFE（川野浩司監督、2006年）
- LOVEDEATH（北村龍平監督、2007年）
- クローズ ZERO（三池崇史監督、2007年）
- 幽霊vs宇宙人・ロックハンター伊右衛もん（清水崇監督、2007年）
- 陰日向に咲く（平川雄一朗監督、2008年）
- ICHI（曽利文彦監督、2008年）
- 東京残酷警察（西村喜廣監督、2008年）
- 一杯行きますか（マッコイ斉藤監督、2008年）
- 工業哀歌バレーボーイズ THE MOVIE（高明監督、2008年）
- Happyダーツ（松梨智子監督、2008年）
- エリートヤンキー三郎（山口雄大監督、2009年）
- クローズZERO II（三池崇史監督、2009年）
- TAJOMARU（中野裕之監督、2009年）
- GOEMON（紀里谷和明監督、2009年）
- 戦慄迷宮3D THE SHOCK LABYRINTH（清水崇監督、2009年）
- 板尾創路の脱獄王（板尾創路監督、2010年）
- 劇場版TRICK 霊能力者バトルロイヤル（堤幸彦監督、2010年）
- 飯と乙女（栗村実監督、2011年）
- men's egg Drummers（山口雄大監督、2011年）
- ユダ（大富いずみ監督、2013年）
- 桜、ふたたびの加奈子（栗村実監督、2013年）
- めめめのくらげ（村上隆監督、2013年）
- ガチバン エクスペンデット（元木隆史監督、2013年）
- 火花（板尾創路監督、2017年）
- 犬鳴村（清水崇監督、2020年2月7日公開）

### Vシネマ
- 漆黒の男たち 第二章（2018年） - 明神会相良一家若頭 香本和馬
- 織田同志会 織田征仁 第八章（藤原健一監督、2021年）- 上州 赤城組若頭補佐古藤組組長 古藤克也
- 日本統一47・48・49（辻裕之監督、2021年・2022年） - 刑事
- 織田同志会 織田征仁 第九章・最終章（KAZU監督、2022年）- 赤城組若頭補佐古藤組組長 古藤克也
- CONNECT 覇者への道（2024年） - 八王会舎弟頭 伊村康夫

### 舞台
- WAKUプロデュース公演vol.3「ばらんたいん とれいん」（作・演出：TARAKO、1998年、世田谷パブリックシアター シアタートラム）
- WAKUプロデュース公演vol.5「Please please me ∼月は太陽をみてる∼」（作・演出：TARAKO、1999年、シアターV赤坂）
- WAKUプロデュース公演vol.6「れ・り・びぃ ∼Let it be∼」（作：石原健次 / 演出：渡辺菜生子、2000年、世田谷パブリックシアター シアタートラム）
- 村田雄浩・小野寺丈プロデュース「Page Party」（2000年）
- 「民法732.5条」〜男の浮気・女の浮気どっちが罪が重いか〜（2001年、シアタートップス）
- Mass JACK SHOW公演「BANGARE」（2001年、新宿・スペース107）
- 「4380円」〜空からお金が降った夏の日〜（2001年、シアターサンモール）
- Mass JACK SHOW公演 「ケチャップリンコピー」（2001年、恵比寿エコー劇場）
- 「新版・四谷怪談 左目の恋」（潤色・演出：荻田浩一、2002年、東京：築地ブディストホール / 大阪：梅田 HEP HALL）
- 「The winds of God」（作：今井雅之 / 演出：奈良橋陽子、2004年、「劇」小劇場）
- 「路地裏の優しい猫」（作・演出：森岡利行、2008年、赤坂レッドシアター）
- 「BENKEI」（作・演出：高梨由、2011年）
- 「女の子ものがたり」（作・演出：森岡利行、2012年、紀伊国屋ホール）
- 「THE BAMBI SHOW」（2016年、新宿村LIVE）
- 「THE BAMBI SHOW 2ND STAGE」（2017年、CBGKシブゲキ!!）
- 「THE BAMBI SHOW～3RD STAGE」（2019年、CBGKシブゲキ!!）

### テレビ
- ホーム&アウェイ（2002年、CX）
- いつもふたりで（2003年、CX）
- 水曜プレミア「BE-BAP-HIGHSCHOOL」（2004年、TBS）
- ブラザー☆ビート 第9回（2005年、TBS）
- ドラマコンプレックス「銭華」（2006年、NTV）
- クロサギ 第3回・第6回（2006年、TBS）
- タイヨウのうた 第3回・第9回（2006年、TBS）
- 恋する日曜日 ニュータイプ 第4回（2006年、BS-i）
- 怪奇大家族（2007年、TX） - レギュラー・十中八九郎 役
- 水曜ミステリー9 「指紋捜査官・塚原宇平の神業2」（2007年） - 工藤正樹 役
- 占い師「天尽」 第9回・第10回（2007年、RSK） - ゲスト
- 東京少女〜水沢エレナ編（2008年、BS-i）
- 東京少女〜桜庭ななみ編（2008年、BS-i）
- パーフェクト・リポート 第4話（2009年、CX）
- ドラマ特別企画「たった一度の約束 ∼時代に封印された日本人∼」（2014年、TX）
- 花嫁のれん 第3シリーズ 第35話 - 第39話（2014年、CX） - ゲスト
- 6 from HiGH&LOW THE WORST 1・2・6話出演（2020年、NTV）
- 恋活（2022年12月27日 第1話、12月28日 第2話、12月31日 最終話、TOKYO MX）- 池山英二 役
- アイメイド・マーメイド（2024年8月4日 - 、tvk） - 佐藤吾郎 役[1]

### 配信
- smash.オリジナルドラマシリーズ『スマホラー』「人気あるある」（清水崇監督、2021年）

### バラエティ
- 天才てれびくんMAX 天てれドラマゴルフBOY（2009年、NHK Eテレ） - 猿田 役
- 大!天才てれびくん
  - ドラまちがい 青春ナイン 〜卒業〜（2011年 - 2012年、NHK Eテレ） - 大空熱志 役
  - ドラまちがい家政婦のロボ!?（2012年、NHK Eテレ） - 鈴木伸二郎 役

### CM

#### ナレーション
- 映画「アイム・ノット・ゼア」予告編（2008年）
- 映画「エリートヤンキー三郎」本編ナレーション・予告編（2008年）
- ASIENCE〜浅田真央篇〜（2008年）
- 第一生命保険相互会社「幸せの道〜父と娘の絆/母と娘の絆」篇（2009年）
- 三井住友VISAカード プラチナカード「将来の夢」篇（2011年）
- 三井住友VISAカード ゴールドカード・プライムゴールドカード「これ以上のシアワセ」篇（2011年）

＊ ソフトバンクCM「Softbankはお得。」（2022年〜）

#### 出演
- 日清食品「うそ」
- マルキュー「セレクト500」
- DAIHATSU「ハイゼットトラック」
- 自衛官募集

### アニメ
- ビックリマン2000 - ドライ矢 役
- それいけ!アンパンマン（日本テレビ） - からくりぐんない(2代目) 役
- 暗闇三太（KBCテレビ） - 辰二 / 銭呉為三郎 / 密輸業者手下 / 警備員 / ドラキラー伯爵 役[2]
- 闇芝居

### その他
- ゴジラ FINAL WARS（2004年） - ギャングスター（吹替）
- 「S-AREANA」メインキャスター スカイパーフェクトTV（サムライCh）
- カーナビ・アゼスト（関西弁バージョン）

## 脚本・監督など

### 映画
- 地獄甲子園（ギャグ監修）2002年
- 荒神（ARAGAMI）（原案）2002年
- min.Jam「山手線デスゲーム」（脚本・監督）2005年
- 漫☆画太郎SHOW ババアゾーン（他）（脚本）2003年
- 魁!! クロマティ高校 THE★MOVIE （脚本）2005年
- まいっちんぐマチコ!ビギンズ （脚本）2006年
- 吉本ディレクターズ101　板尾創路監督作品「14階段」（監督補）2007年
- 吉本ディレクターズ101　山崎静代監督作品「まどか」（脚本）2007年
- 吉本ディレクターズ100　「草々曲」（監督・脚本）2007年
- 陰日向に咲く （漫才監修）2007年
- 工業哀歌バレーボーイズ THE MOVIE（脚本）2008年
- 超笑撃的功夫混乱少年 真一文字拳 （監督・脚本）2009年
- 島田洋七の佐賀のがばいばあちゃん（協力脚本）2009年
- 板尾創路の脱獄王 （脚本）2010年
- 後から前から（監督・脚本）2010年
- men's egg Drummers　（脚本）2011年
- 任侠沈没（監督・脚本）2011年
- 月光ノ仮面 板尾創路監督（監督補・脚本） 2011年
- 火花 板尾創路監督（脚本協力・監督補・漫才指導） 2017年
- 孤高の叫び（監督・脚本）2018年
- Back Street Girls  ゴクドルズ（脚本）2019年2月公開
- HiGH&LOW THE WORST（脚本）2019年
- HiGH&LOW THE WORST X（脚本）2022年

### 舞台
- 「民法732.5条」?男の浮気・女の浮気どっちが罪が重いか?（作・演出・出演）2000年
- Mass JACK SHOW「BANGARE」（作・演出・出演）2001年
- Mass JACK SHOW「ケチャップリンコピー」（原案・演出・出演）
- 「4,380円 〜空からお金が降った夏の日」（脚色・演出・出演）
- 田中真弓プロデュース・おっぺれってないライヴ「チーム」（作・演出・出演）2002年
- ルミネTHEヨシモトプロデュース公演（作・演出）＜ルミネThe よしもと＞2006年〜2008年
- 劇団たいしゅう小説家Present's 愛のかたまり公演 「NineBlood」（作・演出）2011年
- 「THE BAMBI SHOW」（企画・作・演出）＜新宿村LIVE＞2016年
- 「THE BAMBI SHOW 2ND STAGE」（企画・作・演出）<CBGK・シブゲキ>2017年
- 「THE BAMBI SHOW 3RD STAGE」（企画・作・演出）<CBGK・シブゲキ>2019年

### TV
- ケータイ刑事・銭形 雷（第4話）（脚本）BS-hi  2006年
- ゴーストフレンズ（脚本）NHK 2009年
- 戦国★男士 tvk他（シリーズ構成・脚本・監督）2011年
- だぶるじぇい（アニメ）（脚本） NTV 2011年
- 大！天才てれびくん ドラまちがい NHK Eテレ（脚本）2011年
- モンハン日記 ぎりぎりアイルー村G（アニメ）6・8・9話 （脚本）2011年
- TV・局中法度！ tvk他（総合演出）2012年
- 大!天才てれびくん ドラまちがい　NHK Eテレ（脚本）2012年
- 闇芝居（第2期）（アニメ）テレビ東京（第10話　脚本・監督）2014年
- HiGH&LOW THE WORST EPISODE.0（脚本・3話、4話監督）NTV 2019年7月〜
- 6 from HiGH&LOW THE WORST（脚本）2020年

### 配信
- LINE News Vision「板尾イズム」（監修）2021年
- LINE News Vision「板尾イズム2」（監督）2022年

### その他
- 「魁! クロマティ高校〜それから〜」 漫画ノベライズ本（著書）2007年
- Aqua Timez 11thシングル『絵はがきの春』MV（監督）2010年
- HALLS「HALLS ICE CUBE」"You are LIQUIDMAN"  WEB CM（監督）2013年
- 「かながわ県民共済CM」（監督）2021年
- WORST外伝「サブロクサンタ 名もなきカラスたち」漫画（脚本協力）2022年
- FANTASTICS LIVE TOUR 2022 “FAN FAN HOP”（演劇パート演出）2022年